# Pumpkin Center
Pumpkin Center – miejscowość spisowa w Stanach Zjednoczonych, w stanie Karolina Północna, w hrabstwie Onslow.